# Großsteingrab Bistrup Hegn 2
Das Großsteingrab Bistrup Hegn 2 ist eine megalithische Grabanlage der jungsteinzeitlichen Nordgruppe der Trichterbecherkultur im Kirchspiel Birkerød in der dänischen Kommune Rudersdal.

## Lage
Das Grab liegt südlich von Birkerød und nördlich von Bistrup am Südrand des Waldgebiets Bistrup Hegn. 60 m ostsüdöstlich befindet sich das Großsteingrab Bistrup Hegn 3. In der näheren Umgebung gibt bzw. gab es zahlreiche weitere megalithische Grabanlagen.

## Forschungsgeschichte
In den Jahren 1884 und 1942 führten Mitarbeiter des Dänischen Nationalmuseums Dokumentationen der Fundstelle durch. 1942 wurde die Anlage irrtümlich als zerstört geführt.

## Beschreibung
Die Anlage besitzt eine ost-westlich orientierte rechteckige Hügelschüttung, zu deren Maßen unterschiedliche Angaben vorliegen. Der Bericht von 1884 nennt eine Länge von etwa 16 m und eine Breite von etwa 15 m. Ein Bericht von 1982 nennt hingegen eine Länge von 15 m und eine Breite von 8 m. Ob ursprünglich eine Umfassung vorhanden war, ist unklar. Der Hügel ist stark angegraben. In 2,8 m Abstand sind auf einer ost-westlich verlaufenden Linie die Überreste von zwei zerstörten Grabkammern erkennbar. Form und Größe der Kammern lassen sich nicht mehr bestimmen.